# Todd Witsken
Todd Witsken (ur. 4 listopada 1963 w Indianapolis, zm. 25 maja 1998 w Zionsville) – amerykański tenisista.
W poniedziałek 25 maja 1998 zmarł w swoim domu w wyniku guza mózgu.

## Kariera tenisowa
Jako zawodowy tenisista występował w latach 1985–1993.
W grze pojedynczej Witsken jest finalistą 1 turnieju rangi ATP World Tour. Ma w swoim dorobku również 1 tytuł z cyklu ATP Challenger Tour.
W grze podwójnej wygrał 12 zawodów rangi ATP World Tour oraz 9 razy przegrywał w finałach. W imprezach wielkoszlemowych jest półfinalistą US Open 1988, a grał w parze z Jorge’em Lozano.
W rankingu gry pojedynczej Witsken najwyżej był na 43. miejscu (13 listopada 1989), a w klasyfikacji gry podwójnej na 4. pozycji (29 sierpnia 1988).

### Finały w turniejach ATP World Tour
| Legenda                                      |
| -------------------------------------------- |
| Wielki Szlem                                 |
| Igrzyska olimpijskie                         |
| Tennis Masters Cup / ATP Finals              |
| ATP Masters Series / ATP Tour Masters 1000   |
| ATP International Series Gold / ATP Tour 500 |
| ATP International Series / ATP Tour 250      |

#### Gra pojedyncza (0–1)
| Końcowy wynik | Nr | Data           | Turniej       | Nawierzchnia    | Przeciwnik   | Wynik finału |
| ------------- | -- | -------------- | ------------- | --------------- | ------------ | ------------ |
| Finalista     | 1. | 11 lutego 1990 | San Francisco | Dywanowa (hala) | Andre Agassi | 1:6, 3:6     |

#### Gra podwójna (12–9)
| Końcowy wynik | Nr  | Data                 | Turniej           | Nawierzchnia    | Partner           | Przeciwnicy                      | Wynik finału  |
| ------------- | --- | -------------------- | ----------------- | --------------- | ----------------- | -------------------------------- | ------------- |
| Finalista     | 1.  | 4 października 1987  | San Francisco     | Dywanowa (hala) | Glenn Layendecker | Jim Grabb Patrick McEnroe        | 2:6, 6:0, 4:6 |
| Finalista     | 2.  | 6 marca 1988         | Indian Wells      | Twarda          | Jorge Lozano      | Boris Becker Guy Forget          | 4:6, 4:6      |
| Finalista     | 3.  | 1 maja 1988          | Charleston        | Ceglana         | Jorge Lozano      | Pieter Aldrich Danie Visser      | 6:7, 3:6      |
| Zwycięzca     | 1.  | 8 maja 1988          | Forest Hills      | Ceglana         | Jorge Lozano      | Pieter Aldrich Danie Visser      | 6:3, 7:6      |
| Zwycięzca     | 2.  | 15 maja 1988         | Rzym              | Ceglana         | Jorge Lozano      | Anders Järryd Tomáš Šmíd         | 6:3, 6:3      |
| Zwycięzca     | 3.  | 10 lipca 1988        | Boston            | Ceglana         | Jorge Lozano      | Bruno Orešar Jaime Yzaga         | 6:2, 7:5      |
| Finalista     | 4.  | 24 lipca 1988        | Waszyngton        | Twarda          | Jorge Lozano      | Rick Leach Jim Pugh              | 3:6, 7:6, 2:6 |
| Zwycięzca     | 4.  | 31 lipca 1988        | Stratton Mountain | Twarda          | Jorge Lozano      | Pieter Aldrich Danie Visser      | 6:3, 7:6      |
| Finalista     | 5.  | 27 listopada 1988    | Itaparica         | Twarda          | Jorge Lozano      | Sergio Casal Emilio Sánchez      | 6:7, 6:7      |
| Zwycięzca     | 5.  | 16 kwietnia 1989     | Rio de Janeiro    | Dywanowa        | Jorge Lozano      | Patrick McEnroe Tim Wilkison     | 2:6, 6:4, 6:4 |
| Zwycięzca     | 6.  | 16 lipca 1989        | Gstaad            | Ceglana         | Cássio Motta      | Petr Korda Milan Šrejber         | 6:4, 6:3      |
| Zwycięzca     | 7.  | 20 sierpnia 1989     | Montreal          | Twarda          | Kelly Evernden    | Charles Beckman Shelby Cannon    | 6:3, 6:3      |
| Zwycięzca     | 8.  | 12 listopada 1989    | Sztokholm         | Dywanowa (hala) | Jorge Lozano      | Rick Leach Jim Pugh              | 6:3, 5:7, 6:3 |
| Finalista     | 6.  | 26 listopada 1989    | Itaparica         | Twarda          | Jorge Lozano      | Rick Leach Jim Pugh              | 2:6, 6:7      |
| Finalista     | 7.  | 22 lipca 1990        | Waszyngton        | Twarda          | Jorge Lozano      | Grant Connell Glenn Michibata    | 3:6, 7:6, 2:6 |
| Finalista     | 8.  | 21 października 1990 | Wiedeń            | Dywanowa (hala) | Jorge Lozano      | Udo Riglewski Michael Stich      | 4:6, 4:6      |
| Zwycięzca     | 9.  | 7 kwietnia 1991      | Hongkong          | Twarda          | Patrick Galbraith | Glenn Michibata Robert Van’t Hof | 6:2, 6:4      |
| Zwycięzca     | 10. | 5 maja 1991          | Monachium         | Ceglana         | Patrick Galbraith | Anders Järryd Danie Visser       | 7:5, 6:4      |
| Zwycięzca     | 11. | 28 lipca 1991        | Montreal          | Twarda          | Patrick Galbraith | Grant Connell Glenn Michibata    | 6:4, 3:6, 6:1 |
| Zwycięzca     | 12. | 22 marca 1992        | Miami             | Twarda          | Ken Flach         | Kent Kinnear Sven Salumaa        | 6:4, 6:3      |
| Finalista     | 9.  | 19 lipca 1992        | Waszyngton        | Twarda          | Ken Flach         | Bret Garnett Jared Palmer        | 2:6, 3:6      |